# حزب التقدم الديمقراطي
التقدم الديمقراطي (بالإسبانية: Progresismo Democrático) هو حزب سياسي في كولومبيا. في الانتخابات التشريعية التي أجريت في 10 مارس 2002، فاز الحزب كواحد من العديد من الأحزاب الصغيرة بالتمثيل البرلماني.